# Hypanthidioides insularis
Hypanthidioides insularis är en biart som först beskrevs av Urban 1993.  Hypanthidioides insularis ingår i släktet Hypanthidioides och familjen buksamlarbin. Inga underarter finns listade i Catalogue of Life.